# Port lotniczy Rio de Janeiro-Galeão
Port lotniczy Rio de Janeiro-Galeão (IATA: GIG, ICAO: SBGL) – międzynarodowy port lotniczy położony 20 km na północ od Rio de Janeiro, na wyspie Governador w Brazylii. Jest jednym z największych portów lotniczych tego kraju. W 2009 roku port obsłużył ponad 11 mln pasażerów. Część lotniska jest współdzielona z bazą lotniczą Galeão, należącą do Brazylijskich Sił Powietrznych.
Jego nazwa pochodzi od Praia do Galeão (plaża Galeon), znajdującej się w przedniej części oryginalnego terminalu (obecny terminal Brazylijskich Sił Powietrznych), gdzie w 1663 roku galeon Padre Eterno został zbudowany; a od 5 stycznia 1999 również po brazylijskim muzyku Antônio Carlos Jobim. Jest największym lotniskiem w Brazylii pod względem wielkości.

## Linie lotnicze i połączenia
- Aerolíneas Argentinas (Buenos Aires-Ezeiza)
- Air Europa (Madryt)
- Air France (Paryż-Charles de Gaulle)
- Alitalia (Rzym-Fiumicino [od marca 2008])
- American Airlines (Miami, Nowy Jork-JFK)
- Avianca (Bogotá)
  - Avianca obsługiwane przez OceanAir (Curitiba, Brasília, Fortaleza, Juazeiro do Norte, Petrolina, Salvador, São Paulo-Congonhas, São Paulo-Guarulhos, Recife)
- British Airways (Londyn-Heathrow)
- Copa Airlines (Panama)
- Delta Air Lines (Atlanta)
- Gol Transportes Aéreos (Aracaju, Asunción, Belém, Belo Horizonte-Confins, Belo Horizonte-Pampulha, Belém, Boa Vista, Brasília, Buenos Aires-Ezeiza, Campina Grande, Campo Grande, Caxias do Sul, Chapecó, Cuiabá, Kurytyba, Córdoba, Florianópolis, Fortaleza, Foz do Iguaçu, Goiânia, Ilhéus, Imperatriz, Joinville, João Pessoa, Juazeiro do Norte, Londrina, Macapá, Maceió, Manaus, Marabá, Maringá, Montevideo, Natal, Navegantes, Palmas, Panama, Petrolina, Porto Alegre, Porto Seguro, Porto Velho, Recife, Riberião Preto, Rio Branco, Rosario, São Paulo-Congonhas, São Paulo-Guarulhos, Salvador, Santa Cruz de la Sierra, Santarém, Santiago de Chile, São José do Rio Preto, São José dos Campos, São Luís, Teresina, Uberlândia, Vitória)
- Iberia (Madryt)
- KLM (Amsterdam)
- LAN Airlines (Santiago de Chile)
  - LAN Express (Santiago de Chile)
- Lufthansa (Frankfurt/Menem)
- TAM Linhas Aéreas (TAM Linhas Aéreas) (Belém, Belo Horizonte-Confins, Brasília, Buenos Aires-Ezeiza, Campinas, Kurytyba, Florianopolis, Foz do Iguaçu, Londrina, Campo Grande, Fortaleza, João Pessoa, Maceió, Manaus, Mediolan-Malpensa, Natal, Paryż-Charles de Gaulle, Porto Alegre, Porto Seguro, Recife, Salvador, São Paulo-Congonhas, São Paulo-Guarulhos, Vitoria)
- TAM Mercosur (Asunción, Buenos Aires)
- TAAG Angola Airlines (Luanda)
- TAP Air Portugal (Lizbona, Porto)
- United Airlines (Waszyngton-Dulles)
- WebJet Linhas Aéreas (Brasília, Belo Horizonte-Confins, Belo Horizonte-Pampulha, Kurytyba, Porto Alegre, Salvador)